# Терак (Аверон)
Тера́к (фр. Tayrac, окс. Tairac) — коммуна во Франции, находится в регионе Окситания. Департамент — Аверон. Входит в состав кантона Сальвета-Пералес. Округ коммуны — Родез.
Код INSEE коммуны — 12278.
Коммуна расположена приблизительно в 520 км к югу от Парижа, в 95 км северо-восточнее Тулузы, в 32 км к юго-западу от Родеза.

## Население
Население коммуны на 2008 год составляло 172 человека.
| 1962 | 1968 | 1975 | 1982 | 1990 | 1999 | 2008 |
| ---- | ---- | ---- | ---- | ---- | ---- | ---- |
| 308  | 313  | 300  | 290  | 190  | 174  | 172  |

## Экономика

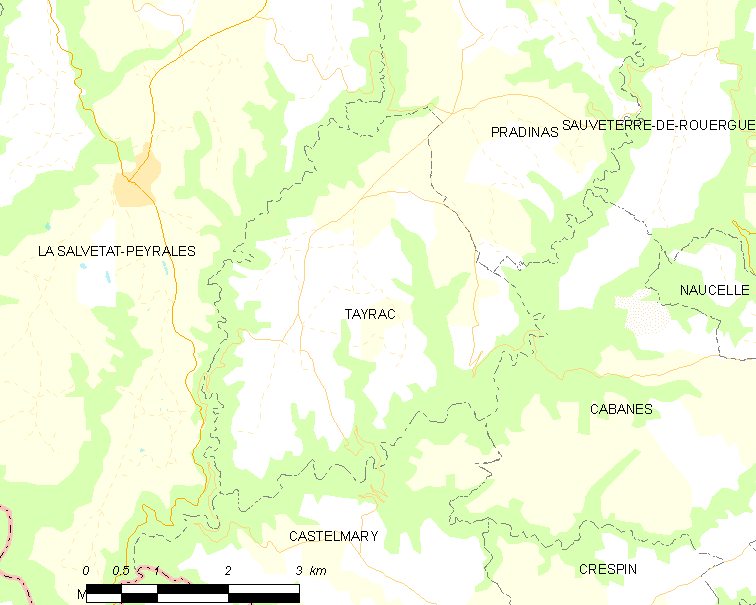
Карта коммуны

В 2007 году среди 98 человек в трудоспособном возрасте (15—64 лет) 64 были экономически активными, 34 — неактивными (показатель активности — 65,3 %, в 1999 году было 66,7 %). Из 64 активных работали 57 человек (31 мужчина и 26 женщин), безработных было 7 (1 мужчина и 6 женщин). Среди 34 неактивных 10 человек были учениками или студентами, 14 — пенсионерами, 10 были неактивными по другим причинам.